# Vi phạm bản quyền

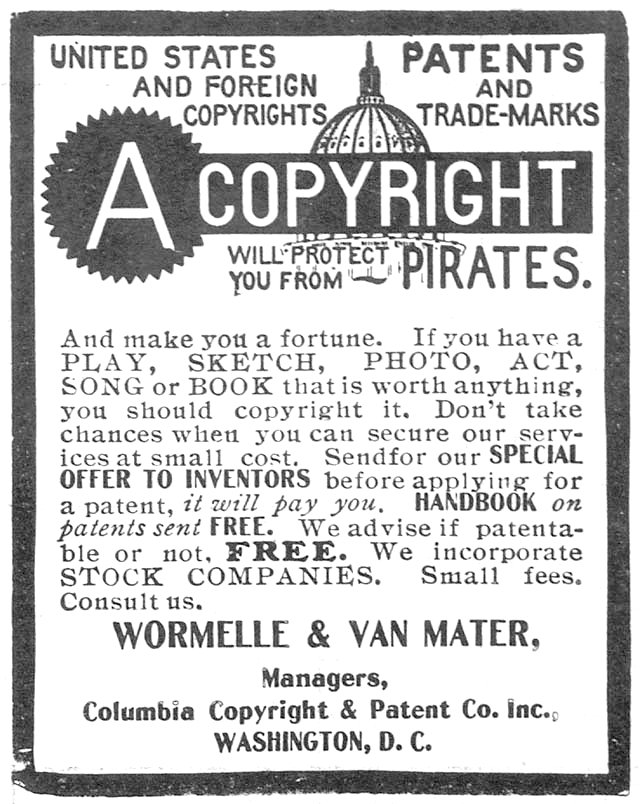
Một quảng cáo cho các dịch vụ chuẩn bị bản quyền và bằng sáng chế từ năm 1906, khi các thủ tục đăng ký bản quyền vẫn được yêu cầu ở Mỹ

Vi phạm bản quyền, ăn cắp bản quyền hay lậu là việc sử dụng các tác phẩm được bảo vệ bởi luật bản quyền một cách trái phép, trừ khi có sự cho phép, do đó vi phạm một số quyền độc quyền được cấp cho chủ bản quyền, như quyền sao chép, phân phối, hiển thị hoặc thực hiện công việc được bảo vệ, hoặc để thực hiện các tác phẩm phái sinh. Chủ bản quyền thường là người tạo ra tác phẩm hoặc nhà xuất bản hoặc doanh nghiệp khác được giao bản quyền. Chủ bản quyền thường xuyên viện dẫn các biện pháp pháp lý và công nghệ để ngăn chặn và xử phạt vi phạm bản quyền.
Tranh chấp vi phạm bản quyền thường được giải quyết thông qua đàm phán trực tiếp, thông báo và xử lý, hoặc kiện tụng tại tòa án dân sự. Vi phạm thương mại tổng hợp hoặc quy mô lớn, đặc biệt là khi liên quan đến hàng giả, đôi khi bị truy tố thông qua hệ thống tư pháp hình sự. Thay đổi kỳ vọng của công chúng, tiến bộ trong công nghệ kỹ thuật số và sự tiếp cận ngày càng tăng của Internet đã dẫn đến sự vi phạm ẩn danh, phổ biến đến mức các ngành công nghiệp phụ thuộc bản quyền hiện nay ít tập trung vào việc theo đuổi các cá nhân tìm kiếm và chia sẻ nội dung được bảo vệ bản quyền trực tuyến, mà tập trung vào việc mở rộng bản quyền pháp luật công nhận và xử phạt, với tư cách là người xâm phạm gián tiếp, các nhà cung cấp dịch vụ và nhà phân phối phần mềm được cho là tạo điều kiện và khuyến khích các hành vi xâm phạm cá nhân của người khác.
Ước tính tác động kinh tế thực tế của việc vi phạm bản quyền rất khác nhau và phụ thuộc vào nhiều yếu tố. Tuy nhiên, chủ bản quyền, đại diện của các ngành và các nhà lập pháp từ lâu đã mô tả hành vi vi phạm bản quyền là  trộm cắp - ngôn ngữ mà một số tòa án Hoa Kỳ hiện nay coi là mang tính miệt thị hoặc gây tranh cãi.

## Động cơ
Một số động cơ để tham gia vi phạm bản quyền là như sau:
- Giá cả   - không sẵn sàng hoặc không có khả năng trả giá theo yêu cầu của người bán hợp pháp
- Kiểm tra và đánh giá   - thử trước khi trả tiền cho những gì có thể là giá trị xấu
- Không có sẵn   - không có người bán hợp pháp cung cấp sản phẩm bằng ngôn ngữ hoặc quốc gia của người dùng cuối: chưa được tung ra ở đó, đã rút khỏi bán hàng, không bao giờ được bán ở đó, hạn chế về địa lý đối với phân phối trực tuyến và vận chuyển quốc tế
- Hữu ích   - sản phẩm hợp pháp đi kèm với phương tiện khác nhau (DRM, khóa vùng, mã vùng DVD, Blu-ray mã vùng) của việc hạn chế sử dụng hợp pháp (bản sao lưu, sử dụng trên các thiết bị của các nhà cung cấp khác nhau, sử dụng ngoại tuyến) hoặc đi kèm với quảng cáo không thể bỏ qua và chống từ chối trách nhiệm pháp lý, được loại bỏ trong sản phẩm trái phép làm cho nó trở nên hấp dẫn hơn đối với người dùng cuối
- Kinh nghiệm mua sắm   - không có người bán hợp pháp cung cấp sản phẩm với chất lượng cần thiết thông qua phân phối trực tuyến và thông qua hệ thống mua sắm với mức độ thân thiện với người dùng cần thiết
- Nặc danh   - tải xuống tác phẩm không yêu cầu nhận dạng trong khi tải xuống trực tiếp từ trang web của chủ sở hữu bản quyền thường yêu cầu địa chỉ email hợp lệ và/hoặc thông tin đăng nhập khác
- Tự do thông tin   - Không tin rằng ý tưởng về luật bản quyền có thể hoặc nên tồn tại.

Đôi khi nguyên nhân là chỉ tuân thủ một phần với thỏa thuận cấp phép. Ví dụ, vào năm 2013, Quân đội Hoa Kỳ đã giải quyết một vụ kiện với công ty Apptricity có trụ sở tại Texas, nơi sản xuất phần mềm cho phép quân đội theo dõi binh lính của họ trong thời gian thực. Năm 2004, Quân đội Hoa Kỳ đã trả 4,5 triệu đô la Mỹ cho giấy phép 500 người dùng, trong khi bị cáo buộc cài đặt phần mềm cho hơn 9000 người dùng; vụ việc đã được giải quyết với đền bù 50 triệu đô la Mỹ. Các tổ chức chống vi phạm bản quyền lớn, như BSA, thường xuyên tiến hành kiểm toán cấp phép phần mềm để đảm bảo luật bản quyền được tuân thủ đầy đủ.
Cara Cusumano, giám đốc của Liên hoan phim Tribeca, tuyên bố vào tháng 4 năm 2014: "Vi phạm bản quyền ít hơn đối với những người không muốn trả tiền và vi phạm nhiều hơn đối với những người muốn có sản phẩm ngay lập tức- mọi người nói, 'Tôi muốn xem Người nhện ngay bây giờ' và tải xuống ". Tuyên bố xảy ra trong năm thứ ba mà lễ hội đã sử dụng Internet để trình bày nội dung của mình, trong khi đó là năm đầu tiên nó giới thiệu một chương trình giới thiệu các nhà sản xuất nội dung mà chỉ làm việc trực tuyến. Cusumano giải thích thêm rằng hành vi tải xuống không chỉ được thực hiện bởi những người chỉ muốn lấy nội dung miễn phí:

## Các dạng vi phạm bản quyền

### Vi phạm về bản quyền một tác phẩm
- Sao chép nguyên văn một phần hay toàn bộ tác phẩm đã có từ trước nhưng không có giấy cho phép của người hay giới có bản quyền.
- Lưu truyền trái phép một phần hay toàn bộ tác phẩm không thuộc về quyền tác giả của mình
- Bản văn không bị sao chép nguyên văn nhưng toàn bộ ý tưởng chi tiết cũng như thứ tự trình bày của một tác phẩm bị sao chép. Dạng vi phạm này khó phát hiện hơn nhưng vẫn có thể cho là một dạng vi phạm bản quyền nếu như có bằng chứng là "bản sao" bắt chước theo nguyên mẫu. Có thể thấy ví dụ ở những luận án cao học không ghi rõ nguồn và tác giả chính.
- Bản văn không bị sao chép nguyên văn nhưng bị thông dịch lại các ý tưởng sáng tạo (thành ngôn ngữ khác hay thành các dạng khác).

Lưu ý:
Một tác phẩm sẽ không bị xem là vi phạm bản quyền nếu nó là sự tổng hợp có tính sáng tạo riêng từ nhiều hệ thống tác phẩm khác về ý (ý văn, ý nhạc, ý tưởng) và có thông tin rõ ràng về nguồn và tác giả chính. Tuy nhiên, để kết luận rằng một tác phẩm là không hay có vi phạm bản quyền, trường hợp này, thường rất phức tạp và đôi khi phải có sự can thiệp của các luật sư và toà án.

### Vi phạm bản quyền của một sáng chế
- Sử dụng lại ý tưởng đã được công bố là sáng chế và bằng sáng chế nguyên thủy vẫn còn đang trong vòng hiệu lực của luật pháp. Ở đây cần lưu ý, một bằng sáng chế tại một quốc gia hay địa phương này, sẽ khó có thể dùng để chứng minh rằng: một ứng dụng nào đó (dựa trên sáng chế đó) tại một quốc gia khác là vi phạm bản quyền, trừ khi bằng sáng chế đó có sự công nhận của quốc tế.
- Mô phỏng lại, hay viết lại (bằng một ngôn ngữ khác hay cách viết khác) miêu tả của một ý kiến sáng tạo đã được công nhận là một sáng chế còn trong thời hạn định nghĩa bởi chủ quyền cũng là một dạng vi phạm bản quyền. Dạng này tương đối khó phát hiện nhưng những dấu tích về cấu trúc ý tưởng hay phương cách dàn dựng kỹ thuật sẽ có thể là những dấu tích chứng minh rằng một sáng chế đã bị đánh cắp hay không. Ví dụ: việc sao chép lại các sáng chế trong phần mềm bằng cách dùng ngôn ngữ lập trình khác hơn ngôn ngữ của sáng chế nguyên thủy vẫn thường bị xem là vi phạm bản quyền nếu người viết lại đó mô phỏng theo ý tưởng đã được cấp bằng sáng chế.

Lưu ý:
1. Có rất nhiều trường hợp hai sáng chế có thể tương tự nhau và không thể xem là ăn cắp của nhau. Việc chứng minh rằng hai sáng chế là từ các ý tưởng độc lập thường được dựa vào các chi tiết như là ngày tháng, người chứng kiến (làm chứng) và, quan trọng hơn, các chi tiết chứng tỏ có sự khác nhau về nguồn gốc, động lực, hay cách cấu trúc của sáng chế.
2. Tuỳ theo quốc gia, các bằng sáng chế sẽ chỉ có hiệu lực trong một thời gian pháp định nào đó. Các bằng sáng chế có tính quốc tế thường chỉ có hiệu lực tối đa là 20 năm. Sau thời hạn pháp định này, thì các ý tưởng sáng tạo sẽ mặc nhiên được xem là kiến thức chung của nhân loại và mọi người sẽ được sử dụng nó mà không phải xin phép tác quyền.

### Các dạng vi phạm khác
Các dạng vi phạm bản quyền khác có thể bao gồm từ việc sao chép, mô phỏng lại các thương hiệu (trade mark) hay các biểu hiệu (logo) của một tổ chức, cho đến việc sao chép các chi tiết có tính hệ thống mà phải qua một trình tự thời gian dài mới chứng minh được. Những vi phạm này thường rất khó phân định và nhiều lúc phải tốn nhiều thời gian cũng như tài lực để chứng minh trước toà án rằng có hay không có sự vi phạm về bản quyền.
Trong tiếng Việt còn có từ đạo văn chỉ việc ăn cắp bản quyền các văn bản. Một từ tương tự là đạo nhạc, ăn cắp các giai điệu nhạc sáng tác bởi người khác, đạo hình, ăn cắp hoặc chỉnh sửa hình ảnh trái phép hoặc không thuộc về mình.
- Ngoại trừ trường hợp ngoại lệ trong các Tôn-giáo: Việc sao chép Tam tạng Kinh điển thì không thể gọi là đạo văn trong kinh điển. Ví dụ: Bạn sao chép kinh, Luật, Luận của Thầy, tổ xuất thế gian hay của các cố Tăng Ni, hoặc bạn được quyền sao chép nội dung kinh của Tác-giả (Là không chép văn Tác-giả) hiện nay [cần dẫn nguồn].
- Ngoại lệ 2: Có những bài văn của các Tăng sĩ viết ra là để truyền bá về văn hóa tâm linh thì đa số là tự do sao chép, Hoặc chính những Tác-giả, soạn-giả Tăng sĩ đó còn khuyến khích sẵn trên bài văn của họ. Xem thử Ví dụ này: Của soạn-giả Thiện Nhật. Nếu việc sao chép của bạn, có viết rõ nơi xuất xứ, ấn phẩm, và tên của soạn-giả hay Tác-giả đó.

## Ví dụ và chiến thuật
- Ở Việt Nam, tình trạng đạo văn và đạo nhạc những năm cuối thế kỷ 20, đầu thế kỷ 21 đã xảy ra trong nhiều trường hợp. Vụ được biết nhiều trong công chúng là vụ nhạc sĩ Bảo Chấn đạo nhạc khi viết bài Tình thôi xót xa, vụ nhạc sĩ Quốc Bảo đạo nhạc khi viết bài Tuổi 16. Truyện ngắn "Máu của lá" của nhà văn Võ Thị Hảo được cho là bị đạo đến 99% bởi tác giả Phạm Minh Phong[8][9]

- Ở Hoa Kỳ, năm 1993 Microsoft đã bị kiện vị tội ăn cắp bản quyền phát minh của một hãng nhỏ hơn nhiều là hãng Stac Electronics. Các kỹ sư của Microsoft đã dùng kỹ thuật phân tích ngược (reverse engineering) để mô phỏng lại phát minh của Stac Electronic về kỹ thuật phần mềm làm ổ đĩa nén (compressed drive) tên là Stacker từ 1991 mà không trả phí tổn cho Stac. Kết quả vụ kiện là Microsoft phải hủy bỏ các phiên bản MS-DOS 6.0 và 6.2 của mình thay vào đó là phiên bản 6.21 không hỗ trợ ổ đĩa nén và bồi thường thiệt hại. Tuy nhiên, một điều đáng nêu lên là cho tới khi tòa án phán quyết rằng Microsoft có vi phạm bản quyền thì hãng Stac Electronic đã bị phá sản vì không thể bán được sản phẩm mà mình đã phát minh; hãng nhỏ này cũng bị loại khỏi thương trường. Trong thời gian vụ kiện được xử lý, thì Microsoft cũng đã có đủ thì giờ để phát triển một kỹ thuật nén ổ dĩa mới không vi phạm bản quyền cho các phiên bản MS-DOS 7.0 và Windows 95.[cần dẫn nguồn] Đây cũng là một chiến thuật mà các hãng lớn có thể dùng để tiêu diệt các đối thủ nhỏ. Tuy nhiên, phương cách này chỉ được ít hãng lớn áp dụng được vì nó có một số giới hạn (về tài chính và đạo đức chẳng hạn) và quan trọng hơn là điều kiện về vòng phát triển của sản phẩm phải thay đổi rất nhanh (như là trường hợp của kỹ nghệ phần mềm).
- Một chiến thuật khác khá phổ biến ở thị trường cạnh tranh là mua lại toàn bộ hãng nhỏ hơn đang có các phát triển mạnh về những kỹ thuật mà mình chưa có. Với chiến thuật này thì các hãng kỹ nghệ sẽ tránh được mọi kiện tụng gây ra do vi phạm bản quyền. Sau khi nắm được các yếu tố kỹ thuật hay công nghệ cần thiết thì họ sẽ tiến hành tái cấu trúc và sa thải bớt các nhân sự nào không cần thiết hay không có tính cạnh tranh. Chiến thuật này có khi dẫn đến thành công nhưng có khi cũng đem lại thất bại. Như trường hợp của hãng Compaq đã mua lại hãng DEC nhưng sau đó không thể tái cấu trúc để tự đứng vững và cuối cùng dẫn tới việc sáp nhập vào hãng HP. Về phần HP, với khả năng quản lý tốt, sau nhiều cuộc tái cấu trúc, tự nó đã đúng vững dần và lấy lại vị trí hàng đầu trong kỹ nghệ máy tính.[cần dẫn nguồn]
- Sau đây lại là một phản ví dụ: Ở thị trường Hoa Kỳ hiện rất phổ biến tình trạng hàng hóa Thái Lan nhưng mang nhãn hiệu cầu chứng có tên hoàn toàn Việt Nam. Vì nhiều công ty và hiệp hội ngành nghề tại Việt Nam không chú ý và chậm trễ trong việc đăng ký thương hiệu, các cơ quan quản lý cũng không có hướng dẫn pháp lý kịp thời nên nhiều thương hiệu của Việt Nam đã bị đăng ký và được sử dụng hợp pháp (đối với quốc gia sở tại) bởi những công ty nước ngoài. Điển hình như: Nước mắm Phan Thiết, nước mắm Phú Quốc, cà phê Trung Nguyên, thuốc lá VINATABA, Petro Vietnam, bánh phồng tôm Sa Giang, kẹo dừa Bến Tre, võng xếp Duy Lợi, cà phê Buôn Ma Thuật...[10] Nhà nước Việt Nam cũng rất chậm trễ trong việc luật hóa bản quyền và bảo hộ quyền tác giả, đến năm 2005 mới có Luật sở hữu trí tuệ Việt Nam chính thức [10].

## Tại Việt Nam

### Các quy định pháp lý
Tại Việt Nam, việc bảo hộ quyền tác giả được điều chỉnh bởi nhiều văn bản pháp lý. Một số văn bản pháp quy được liệt kê dưới đây:
- Công văn 2209/TM-QLTT ngày 7 tháng 6 năm 2002 về nhiệm vụ của quản lý thị trường trong việc chống hàng giả xâm phạm sở hữu trí tuệ.
- Một số điều trong Luật Hải quan, Pháp lệnh An ninh nhân dân, Pháp lệnh Bộ đội biên phòng.
- Luật sở hữu trí tuệ Việt Nam số: 50/2005/QH11, ban hành ngày 21 tháng 12 năm 2005: http://www.cov.org.vn/Vietnam/viewNew.asp?newId=155&rd=20051223pu1116 Lưu trữ ngày 11 tháng 2 năm 2007 tại Wayback Machine
- Luật Sở hữu trí tuệ sửa đổi 2009 [11]
- Nghị định 131/2013/NĐ-CP quy định xử phạt vi phạm hành chính về quyền tác giả, quyền liên quan [12]
- Nghị định 28/2017/NĐ-CP sửa đổi Nghị định 131/2013/NĐ-CP [13]

### Công ước Berne
Việt Nam gia nhập Công ước Berne tháng 10 năm 2004. Việc xuất bản của các tổ chức, cá nhân tại Việt Nam kể từ ngày này trở đi sẽ được điều chỉnh theo các quy định trên đây với ưu tiên áp dụng các quy định của Công ước Berne nếu các quy định pháp luật hiện hành mâu thuẫn với quy định của Công ước.